# Bayan Lepas
Bayan Lepas là một thị trấn nằm trong thành phố George Town ở bang Penang của Malaysia. Nó nằm trong khu vực phía tây nam đảo Penang, gần mũi phía đông nam của đảo Penang. Được thành lập vào thế kỷ XIX, Bayan Lepas hiện là nơi có Sân bay Quốc tế Penang và Khu công nghiệp tự do cùng tên, được mệnh danh là Thung lũng Silicon ở phía Đông do kích thước của nó  Các công ty điện tử và kỹ thuật đa quốc gia khác nhau, bao gồm Bosch, Motorola, Dell, Intel và Hewlett-Packard, đã thành lập các nhà máy và nhà máy lắp ráp trong thị trấn.
Theo truyền thuyết đô thị, Bayan Lepas được thành lập vào cuối thế kỷ XIX bởi một gia đình từ Sumatra. Sân bay quốc tế Penang, sân bay dân sự đầu tiên được xây dựng ở Malaya của Anh, được khai trương vào năm 1935. Đối với phần lớn lịch sử của thị trấn, đó là một khu vực nông nghiệp, với việc trồng lúa là nguồn thu nhập chính. Trong những năm 1970, Khu công nghiệp tự do Bayan Lepas được tạo ra, mở ra sự phát triển nhanh chóng của thị trấn.
Bayan Lepas được bao quanh bởi các thị trấn dân cư như Bayan Baru và Sungai Ara ở phía bắc, và Batu Maung ở phía đông nam.

## Lịch sử

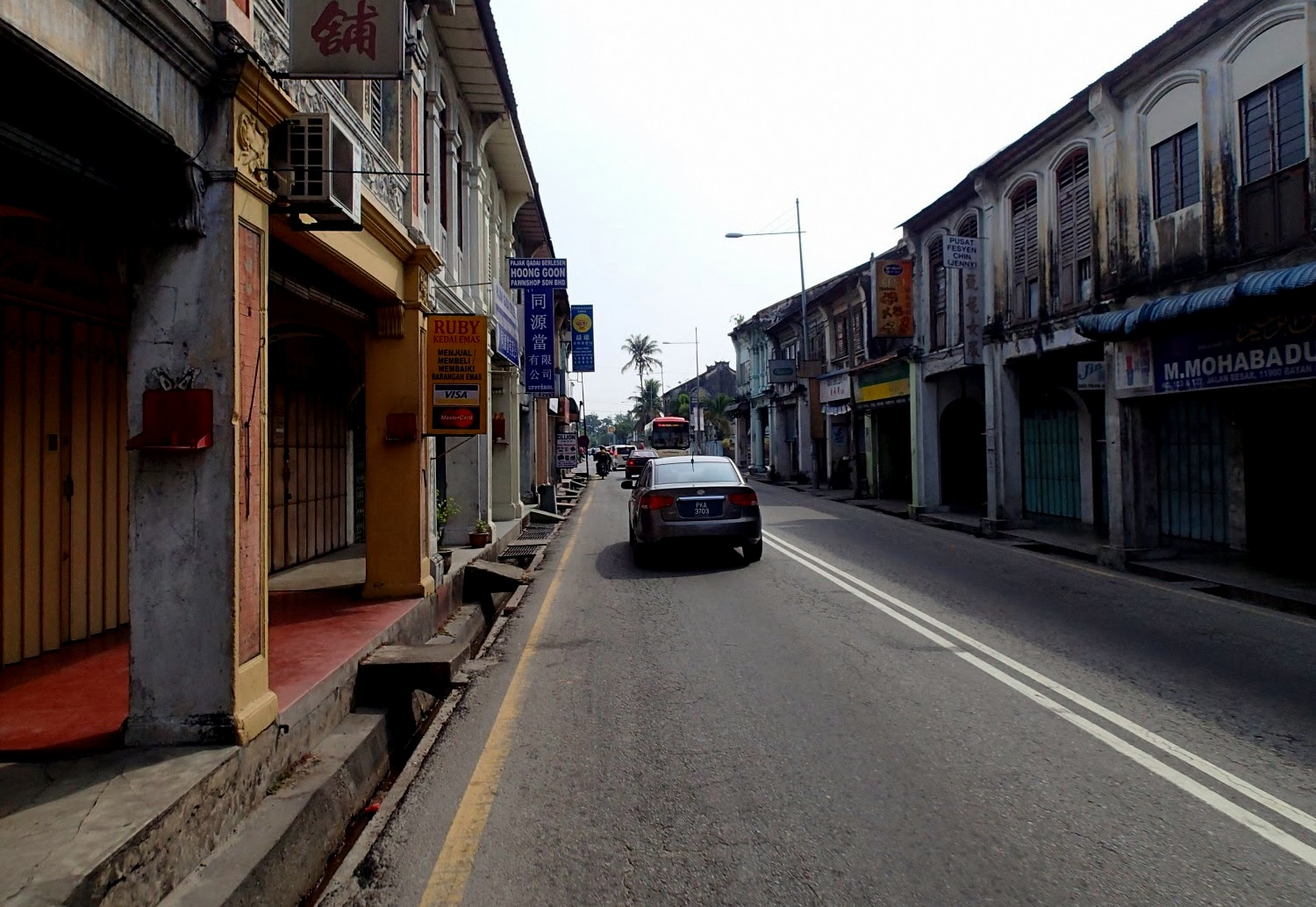
Khu phố cổ của Bayan Lepas nằm ở mũi phía đông nam của Đảo Penang.

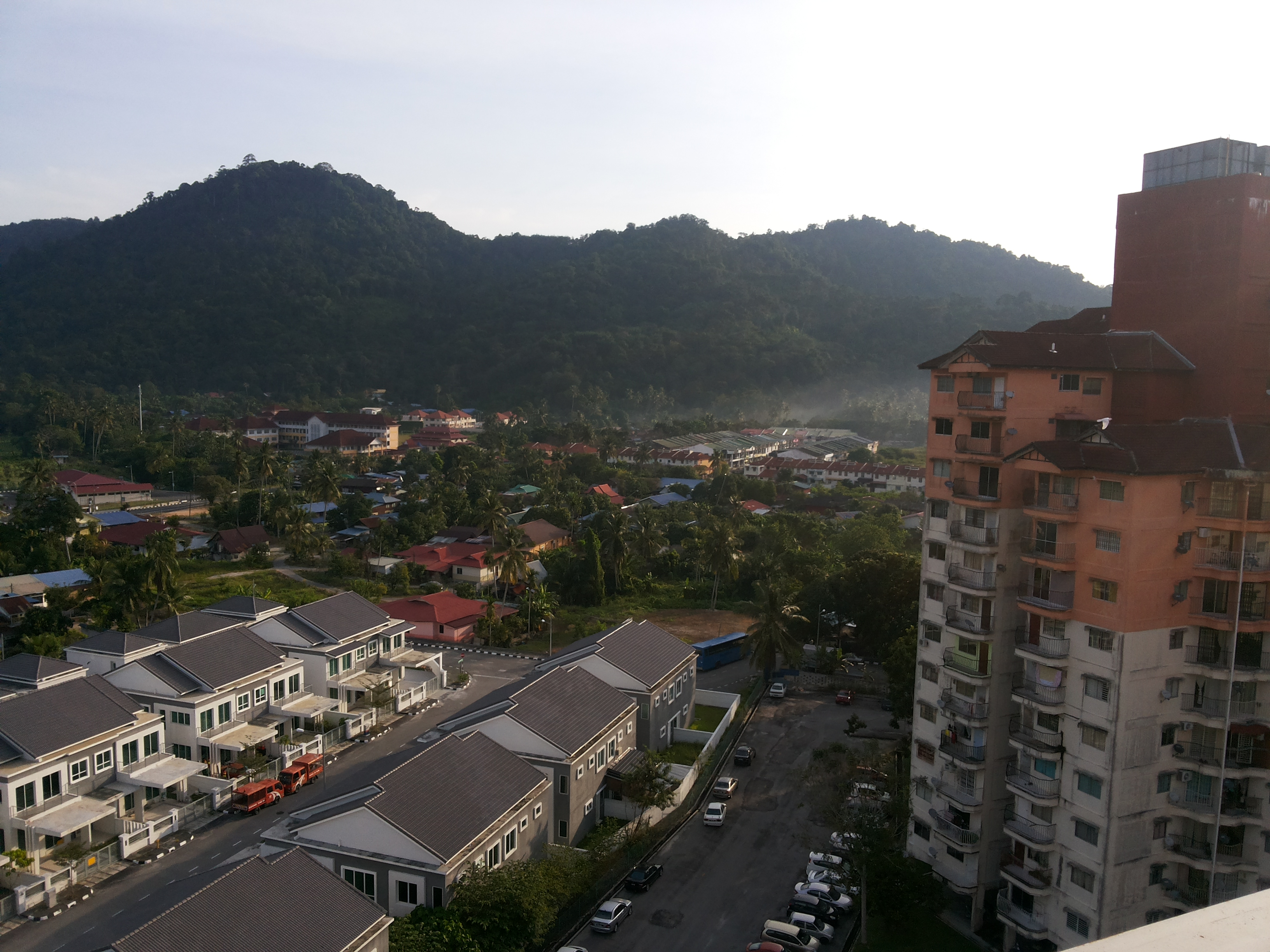
Các khu dân cư mới hơn được xây dựng tại Bayan Lepas sau khi mở Khu Công nghiệp Tự do vào những năm 1970.

Bayan Lepas được cho là đã được đặt theo tên của một gia đình Sumatran giàu có đã thành lập thị trấn vào cuối thế kỷ XIX. Khi lên bờ, con vẹt đuôi dài thú cưng của họ đã trốn thoát, do đó tên Bayan Lepas, có nghĩa là 'con vẹt đuôi dài đã trốn thoát' bằng tiếng Mã Lai.
Trái tim của Bayan Lepas, còn được gọi là 'khu phố cổ' của người dân địa phương, nằm ở giao điểm của Jalan Bayan Lepas và Jalan Dato Ismail Hashim, về phía tây của Sân bay Quốc tế Penang. Khi thị trấn tăng trưởng khiêm tốn vào đầu thế kỷ XX, các tiện nghi, chẳng hạn như chợ ướt và đồn cảnh sát, được xây dựng bên trong trung tâm thành phố bởi người Anh.
Vào năm 1935, Sân bay Bayan Lepas được các cơ quan định cư Straits khai trương. Đây là sân bay dân sự đầu tiên được xây dựng bên trong British Malaya. Sân bay cuối cùng đã được mở rộng và nâng cấp thành Sân bay Quốc tế Penang vào năm 1979.
Người Anh cũng xây dựng một pháo đài tại Batu Maung gần đó để bảo vệ đảo Penang và căn cứ không quân RAF Butterworth trên đất liền chống lại cuộc xâm lược đổ bộ. Tuy nhiên, pháo đài đã bị bỏ rơi trước quân đội Đế quốc Nhật Bản tiến bộ trong Thế Chiến II.
Cho đến những năm 1970, Bayan Lepas là một ngôi làng tương đối nông thôn, nơi trồng lúa là hoạt động kinh tế chính. Kết quả là, thị trấn đã từng được biết đến như là 'bát cơm' của Penang.
Năm 1972, sau đó là Bộ trưởng Bộ trưởng Penang, Lim Chong Eu, đã mở Khu Công nghiệp Tự do Bayan Lepas để giảm bớt một cuộc khủng hoảng kinh tế và tình trạng thất nghiệp gia tăng đã cản trở Penang vào thời điểm đó. Tình trạng thuế tiên phong đã được cấp cho các công ty đa quốc gia tìm cách thành lập các nhà máy và nhà máy lắp ráp tại Bayan Lepas. Được bổ sung bởi lao động chi phí thấp, việc thành lập Khu công nghiệp tự do Bayan Lepas đã thành công trong việc đảo chiều suy thoái kinh tế của Penang, trong khi khu công nghiệp đã trở thành 'Thung lũng Silicon của phương Đông'.
Công nghiệp hóa Bayan Lepas trong những năm 1970 cũng dẫn đến sự phát triển nhanh chóng của thị trấn trong những thập kỷ sau, khi các thị trấn dân cư như Bayan Baru được xây dựng và mở rộng quanh Bayan Lepas. Điều này đã dẫn đến sự đô thị hoá của toàn bộ bờ biển phía đông của đảo Penang, vì sự phát triển dân cư phát triển từ phía bắc từ Bayan Lepas sáp nhập với các vùng ngoại ô của George Town, chẳng hạn như Gelugor. Tiếp tục phát triển được thúc đẩy bởi việc hoàn thành cầu Penang và cầu Penang thứ hai.